# Repêcheur de torpille

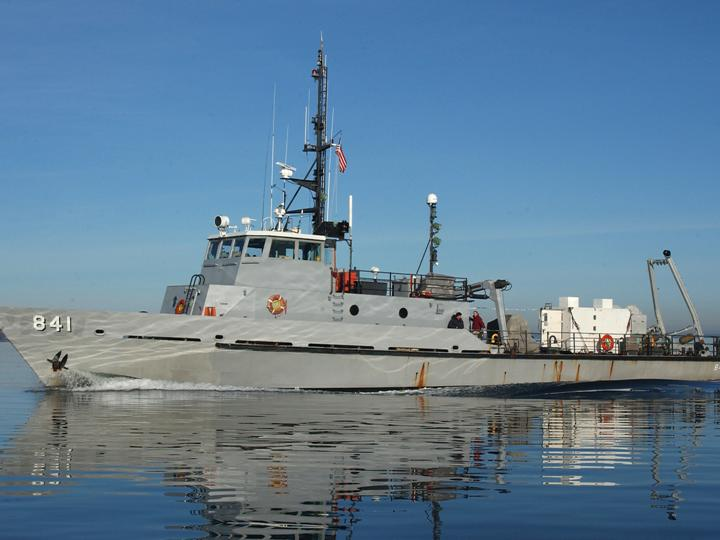
USNSCS Grayfox (TWR-825) de l'US Navy

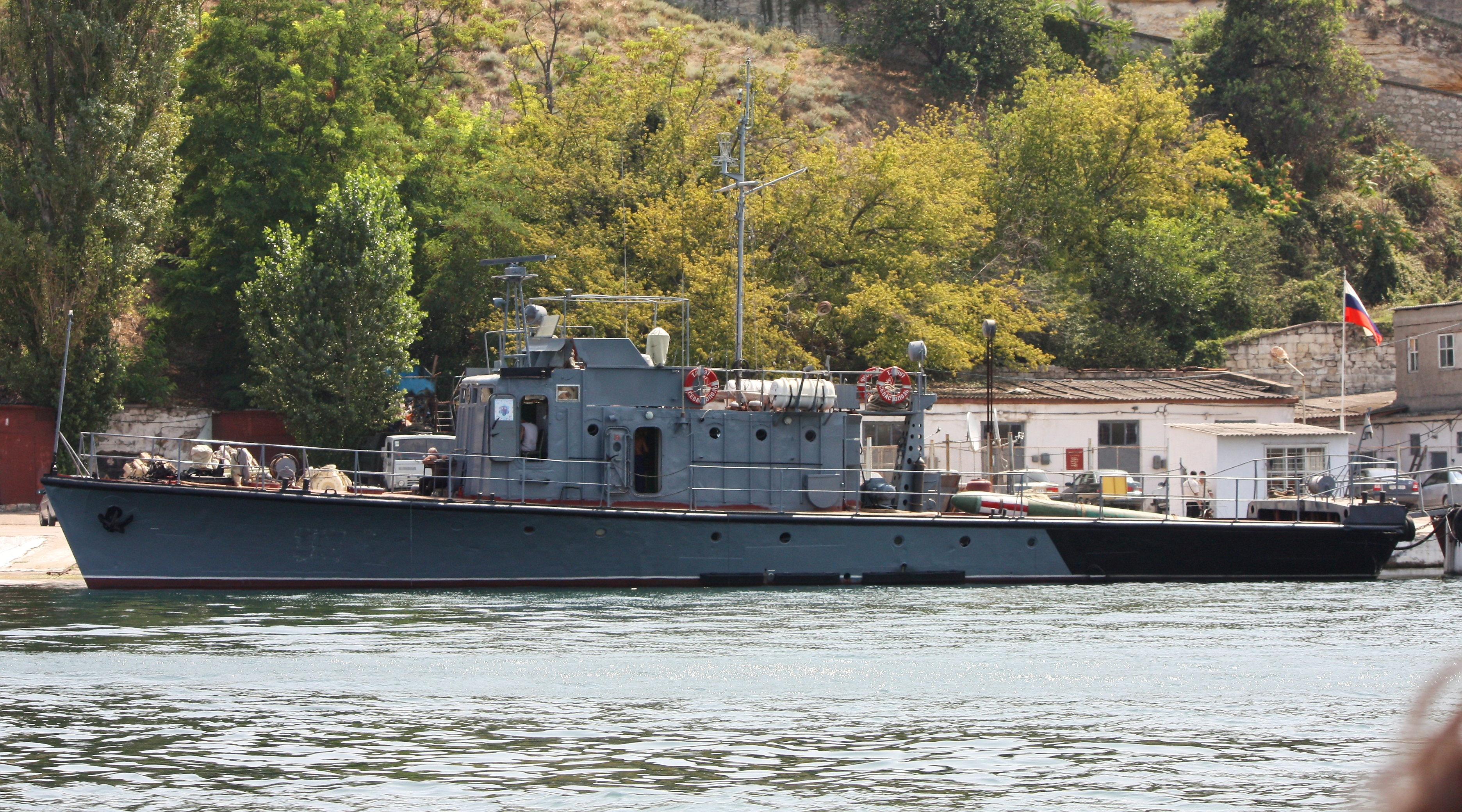
Projet 368T de la marine russe, avec torpille d'exercice à l'arrière

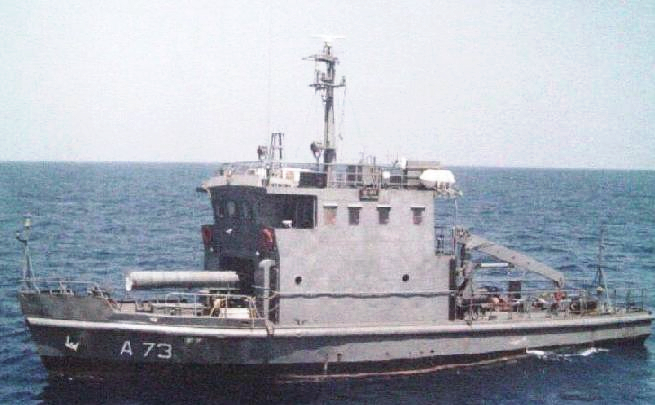
Classe Astravahini de la marine indienne

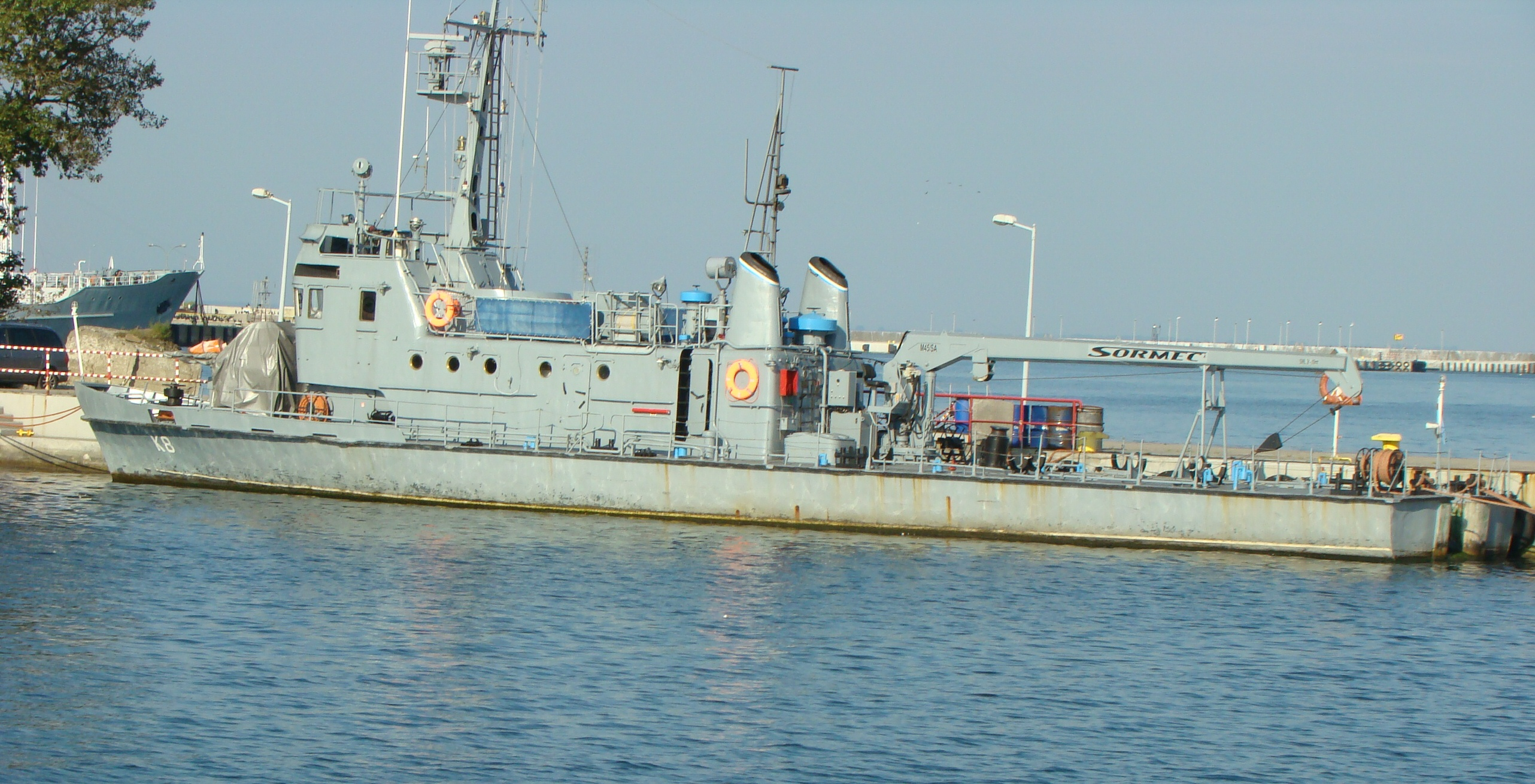
Classe polonaise K-8

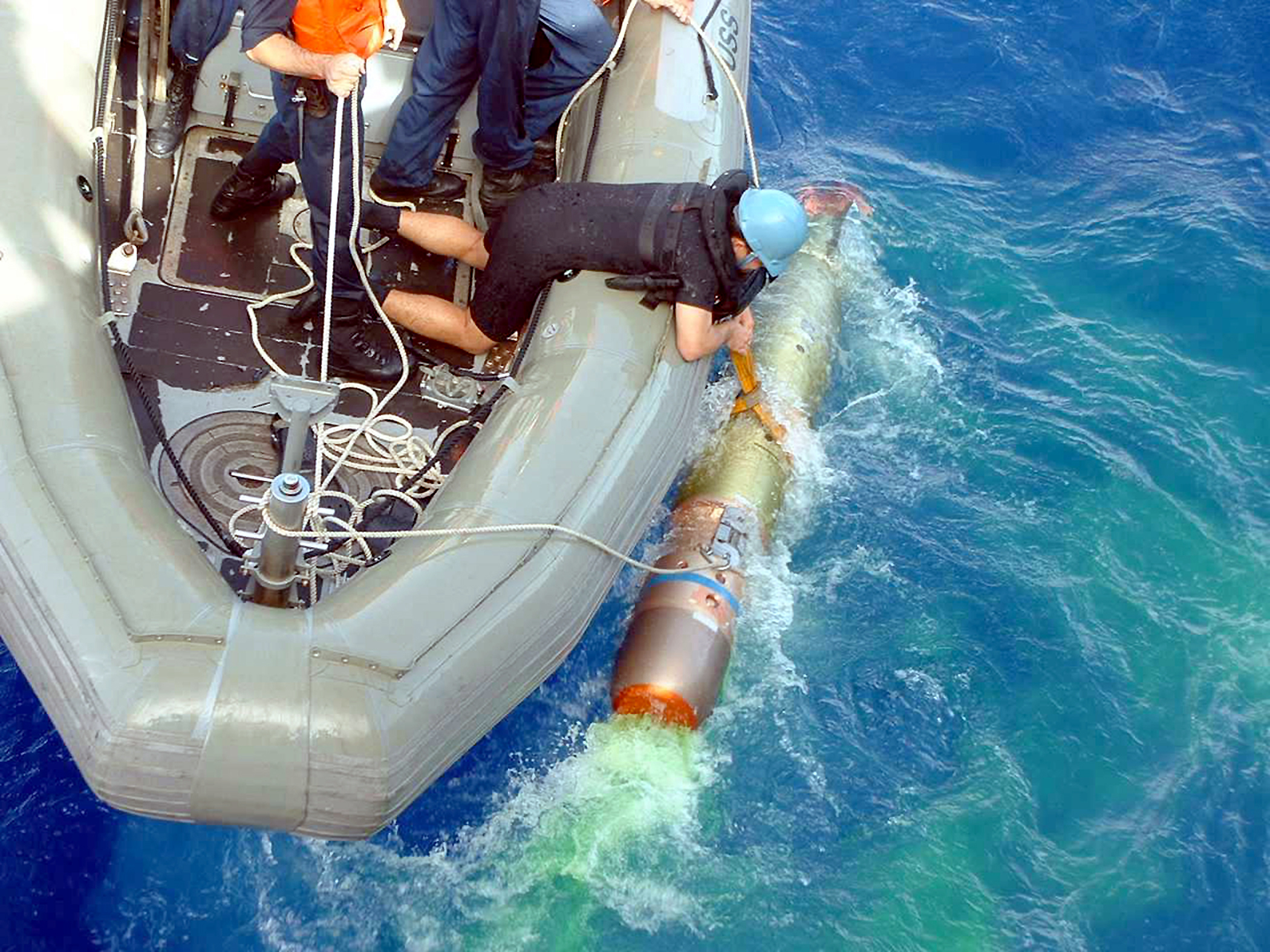
Repêchage de torpille d'exercice

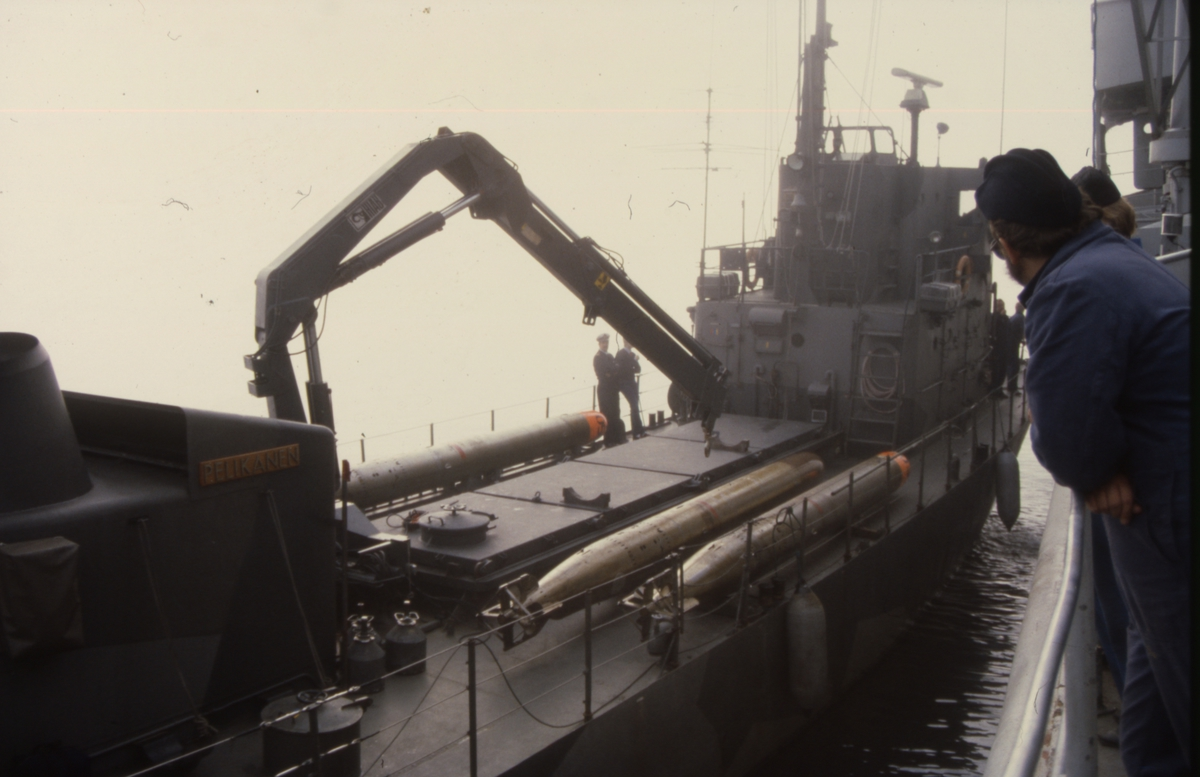
Grue de repêchage d'un navire suédois

Les navires repêcheur de torpille sont principalement des auxiliaires de la marine utilisés lors de tirs d'exercices ou d'essais de torpilles navales. Ces engins sont conçus pour suivre et surveiller la torpille et pour pouvoir localiser et récupérer la torpille usée pour analyse et remise à neuf pour la réutilisation et empêcher ainsi toute rétro-ingénierie. Les engins d'essais de torpilles ont été surtout utilisés pendant la Seconde Guerre mondiale, alors que la torpille était la principale arme anti-navire des sous-marins, des destroyers et des aéronefs de la marine, avant les missiles anti-navire.

## Description
La torpille est un produit technique sophistiqué avec un coût de production élevé. Ainsi, le coût des torpilles modernes de fabrication américaine Mk46 et Mk50 est estimé par les experts respectivement à 12 000 et 53 000 dollars. 
À cet égard, la mise en œuvre du tir à la torpille d’entraînement entraîne des coûts matériels importants. En URSS, comme dans les pays de l'OTAN, ce problème a été résolu en utilisant des torpilles sans charge de combat. Après avoir été tirées, elles sont détectées par des équipages de navires auxiliaires, puis retirées de l'eau et amenées à terre pour être chargées et préparées pour le tir suivant. 
Dans le même temps, le problème de l'extraction des torpilles de l'eau dans les conditions naturelles les plus difficiles n'est pas un obstacle à sa mise en œuvre. En 2003 par exemple, lors de l’exercice ICEX-2003 dans l’Arctique, les 18 torpilles lancées en deux semaines par le sous-marin nucléaire américain USS Connecticut ont toutes été récupérées.
Pour la mise en œuvre de la formation au tir de torpilles dans la marine, on utilise des torpilles dites « pratiques ». Dans une torpille pratique, au lieu d’une charge de combat, on place un compartiment dit « pratique », qui contient des dispositifs permettant de suivre la trajectoire et la position de la torpille, tout en fournissant les informations nécessaires sur l’efficacité de son fonctionnement et en permettant des tirs répétés après reconversion. Une torpille pratique peut être utilisée plusieurs fois, ce qui réduit considérablement le coût de la conduite du tir de torpille d’entraînement. La flottabilité positive de certains types de torpilles peut être obtenue par un remplissage incomplet du réservoir de carburant. 
Outre les économies de coûts, l'extraction des torpilles pratiques de l'eau est nécessaire pour garantir le secret des développements militaires, afin d'éviter que la torpille ne tombe entre les mains d'un ennemi potentiel, pour éviter la fuite d'informations techniques. Par exemple, le développement des torpilles en République populaire de Chine a été grandement facilité par l'ingénierie inverse des torpilles Mark 46 américaines récupérées par les pêcheurs chinois.
La récupération des torpilles d'exercice est possible car elles ont une bonbonne d'air à la place de la charge explosive, ce qui fait qu'elles flottent sur l'eau. Pour les exercices de nuit, elles disposent d'un dispositif d'éclairage qui les rend visibles.

## Utilisation actuelle
Les marines modernes n'auront généralement pas de navires dédiés à ce rôle, mais des navires de soutien sous-marins multirôles comme un ravitailleur de sous-marins ou pouvant assumer une variété de rôles sous-marins similaires, tels que les chasseurs de mines et la pose et/ou la récupération de mines navales, et un soutien sous-marin pour véhicules et comme bâtiment base de plongeur. 
Un exemple non naval de ce type d'embarcation est l'engin de « récupération et de soutien à longue portée » de la Royal Air Force, utilisé pour récupérer des torpilles aériennes utilisées pendant l'entraînement.

## Dans le monde

### Marine française
De 1965 à 1980, la marine française utilise deux thoniers clippers reconvertis en repêcheur de torpille, le Pélican et le Pétrel. Ce choix s'explique par des caractéristiques qui les prédisposent bien à leur futur emploi : coque acier robuste, bloc passerelle à l'avant et large plage arrière dégagée pour leur mission de repêchage et de stockage de torpilles.
Il gère également les cibles sous-marine et les missiles anti-sous-marins lance-torpille de type Malafon, opérés depuis un navire de guerre. Ils sont nommés « releveur de torpilles ».